# Zero idrografico

Una moderna carta nautica

In una carta nautica, lo zero idrografico (in inglese chart datum), detto anche livello di riferimento degli scandagli è la rappresentazione del livello dei mari (o della profondità dei fondali) ottenuto dalla media del livello più piccolo delle basse maree sizigiali misurato in un lungo periodo di tempo nel luogo rappresentato, oppure dal livello più basso possibile che la marea può teoricamente raggiungere in quel punto.
A causa di ciò diventa molto improbabile trovare un fondale che sia realmente meno profondo del valore riportato sulla carta nautica.

## La più bassa marea astronomica
Molte agenzie cartografiche nazionali, tra cui l'Ufficio idrografico del Regno Unito e il Servizio Idrografico Australiano, utilizzano la più bassa marea astronomica (Lowest Astronomical Tide o LAT) - l'altezza dell'acqua al livello teorico più basso possibile delle maree - per tracciare lo zero idrografico. Il LAT è il più basso livello di marea che può essere previsto al verificarsi di condizioni meteorologiche medie..
Il vantaggio di utilizzare il LAT è che tutti i livelli di marea sono positivi (o uguali a zero) al fine di evitare possibili ambiguità e la necessità di indicare esplicitamente il segno. Nel calcolo del LAT si considerano solo gli effetti gravitazionali ma in pratica le maree possono essere influenzate anche da altri fattori (ad esempio, gli effetti meteorologici come i sistemi di  alta pressione).

## Media più bassa acqua bassa
Lo statunitense National Oceanic and Atmospheric Administration utilizza la media più bassa acqua bassa (Mean lower low water o MLLW), che è la media delle più basse maree registrate in una stazione idrografica ogni giorno durante il periodo di rilevamento. Il MLLW è generalmente più alto del LAT e quindi alcuni livelli di marea possono avere valori negativi.

## Grafici e tabelle
Il livello di profondità e la quota battigia su una carta nautica sono valori relativi allo zero idrografico. Alcuni valori di altezza indicati sui grafici, come ad esempio distanze verticali sotto i ponti o cavi aerei, possono riferirsi a differenti zeri idrografici, come nel caso dell'acqua alta.
Le tabelle di marea forniscono l'altezza della marea al di sopra dello zero idrografico. In questo modo è possibile calcolare la profondità dell'acqua in un certo punto e ad un certo istante sommando il livello di profondità all'altezza della marea. Per sapere se una zona in quel momento asciutta in realtà è al di sotto del livello dell'acqua, sottrarre la quota battigia dall'altezza della marea.
L'utilizzo di grafici e tabelle che non si basano sullo stesso zero idrografico può comportare il calcolo errato della profondità dell'acqua e deve essere evitato. Verificare che siano compatibili prima di impiegarli.
Nel cartiglio delle carte nautiche lo Zero Idrografico è espresso con la sigla Z0 (zeta zero)